# Вудфорд, Адольфус Фредерик Александр
Адольф Фредерик Александр Вудфорд (англ. Adolphus Frederick Alexander Woodford; 9 июля 1821 — 23 декабря 1887) был старшим сыном Александра Вудфорда, кадрового военного, героя Ватерлоо, и впоследствии фельдмаршала, в последние годы жизни возглавлявшего Военный госпиталь в Челси. После непродолжительной службы в гвардии Колдстрима, Адольф присоединился к англиканской церкви, проживал в Свиллингтоне с 1847 по 1872 год. Покинув армию, он стал масоном, а в 1863 году получил степень Великого капеллана, переехав из Йоркшира на работу в Лондон.
После переезда в Лондон был редактором издания «Freemason» (1879—1885), проявив интерес к изучению истории масонства, стал одним из основателей исследовательской ложи Quatuor Coronati. Вудфорд возглавлял ложу в течение двух лет, ввиду частого отсутствия Мастера Чарльза Уоррена. Незадолго до своей смерти, к концу 1887 года, он передал архив зашифрованных бумаг, в результате чего был учрежден герметический орден «Золотая заря».

## Рождение, армия и призвание
Адольф Вудфорд родился 9 июля 1821 года. Его отец уже в то время сделал блестящую военную карьеру, и как старший сын он был назван в честь главнокомандующего отцовского полка, гвардии Колдстрима . По традиции Адольф стал офицером того же полка, что и его отец. Он получил звание лейтенанта 25 декабря 1838 года, но ушел в отставку 23 апреля 1841 года. Его отец к тому времени был генерал-губернатором Гибралтара, и именно там 9 февраля 1842 года Адольф был посвящен в ложу своего отца, Ложу Дружбы № 345 (ныне Королевскую Ложу Дружбы № 278). Он получил первые три степени: Ученика, Подмастерья и Мастера, и, как известно, посетил в общей сложности девять собраний ложи, прежде чем вернуться в Англию осенью и поступить в Даремский университет для изучения теологии.
Получил степень бакалавра искусств в 1846 году и Лиценциата теологии в 1847 году. Тем временем он вступил в Ложу Маркиза Грэнби № 146 (ныне 124) и два года служил Мастером. В 1847 году он был назначен провинциальным Великим капелланом графства Дарем. Его академические достижения, хотя и не впечатляющие, привели к тому, что в том же году он был рукоположен в священники и назначен настоятелем церкви Святой Марии в Свиллингтоне, и оставался в этой должности в течение следующих двадцати пяти лет.

## Ректор Свиллингтона
В 1847 году Свиллингтон, расположенный к юго-востоку от Лидса, все еще был сельским поселением, хотя горнодобывающая промышленность начала утверждать себя как движущая сила местной экономики. Вудфорд все еще был провинциальным Великим капелланом в Дареме, завершая восстановительные работы в своей церкви в Йоркшире. Только в 1854 году он присоединился к Филантропической Ложе № 382 (ныне 304). В следующем году он был назначен Великим капелланом провинции Западный Йоркшир. Он был Мастером Филантропической Ложи в 1856 и 1858 годах, и история ложи утверждает, что она в эти годы процветала.
Он присоединился к Ложе Древности в Лондоне в 1863 году и в том же году стал Великим Капелланом Объединенной Великой Ложи . В следующем году он выступил с речью при закладке фундамента новой пристройки к Freemason’s Hall на Грэт Куин-стрит в Лондоне. В тот же период Вудфорд начал публиковать статьи по истории масонства, начав со своих исследований старых лож Йорка. Он стал известен местным книготорговцам, когда начал собирать старые рукописи.
В 1872 году он переехал в Лондон, начав карьеру в масонском издательстве.

## Писатель
В Лондоне Вудфорд начал напряженную карьеру писателя и исследователя. Публикуя эссе для нескольких периодических изданий, он также был редактором «Freemason» и «Masonic Magazine». Он составил «Масонскую циклопедию Кеннинга» для издателя двух журналов.
Вудфорд использовал «Freemason» в 1879 году, выступая против движения в среде Великой Ложи, выступающее за единообразие ритуалов в своих ложах. Его собственное письмо по этому поводу вызвало множество отзывов, убедив Великую Ложу в том, что сопротивление движению будет серьезным.
Последние несколько лет жизни были заняты сотрудничеством с другими масонскими исследователями, такими как Хьюэн и Гулд, что в конечном итоге привело к созданию первой исследовательской ложи в Англии, Quatuor Coronati. Как исполняющий обязанности Мастера, он руководил ложей в течение первых двух лет ее существования, занимая кресло в период частого отсутствия Мастера, Чарльза Уоррена, тогдашнего столичного комиссара полиции. Из некролога Гулда ясно, что остальная часть ложи смотрела на него как на наставника.

## Смерть и наследие
В декабре 1887 года Вудфорд заболел сепсисом из-за старой травмы стопы. Скончался 23 декабря. Он считается пионером Authentic school в масонских исследованиях, применяя правильную историческую методологию вместо небрежно повторяемых слухов. Он собирал и изучал ранние масонские рукописи, написав введение к опубликованному собранию Хьюэна. Внес большой вклад в понимание загадочной истории лож Йорка в XVIII веке. Его непреходящее наследие можно увидеть в продолжающейся деятельности и влиянии Quatuor Coronati, а также в рациональном подходе к истории масонства.
Наконец, он сыграл некоторую роль в учреждении Герметического Ордена Незадолго до своей смерти, к концу 1887 года, он передал архив зашифрованных бумаг, в результате чего был учрежден герметический орден «Золотой зари», передав шифрованные рукописи (Шифр Тритемиуса), на которых он был основан, своему другу Уильяму Винну Уэсткотту незадолго до своей смерти. Он уже привел убедительные аргументы в пользу того, что мистические и философские элементы, позволившие масонству эволюционировать от чисто оперативного к спекулятивному обществу, вероятно, были заимствованы из некоторых аспектов герметизма, практикуемого в эпоху Возрождения.